# なにわ芸術祭
なにわ芸術祭（なにわ げいじゅつさい）は、上方（関西地域）の伝統芸能の発展を目指し、1964年に産経新聞が創設した総合芸術祭。年間を通じて開催され、「上方落語名人会」は上方落語の大御所だけでなく、若手や中堅も出演し、それぞれの魅力を楽しめる落語会として知られる。また、落語・日本舞踊・クラシック音楽・洋舞・ジャズの５部門で毎年、新人賞を選ぶ「なにわ芸術祭新人賞」は全国的な新人芸術家の登竜門となっていた。第54回をもって終了。
落語の新人賞・新人奨励賞は1月「新進落語家競演会」の場で選ばれた。同様に、ジャズは2月「なにわジャズ大賞」（旧「中山正治ジャズ大賞」）の場で、日本舞踊は4月「新進舞踊家競演会」の場で、クラシック音楽（器楽・声楽）は5月「新進音楽家競演会」の場で、洋舞は6月「全日本洋舞協会合同公演」の場で、それぞれ決定された。
落語の受賞者は「上方落語名人会」に出場できた。

## なにわ芸術祭新人賞の歴代受賞者
- 第50回（2013年）

落語 - 新人賞＝笑福亭鉄瓶。新人奨励賞＝桂雀五郎
日本舞踊 - 新人賞＝井上安寿子（観世安寿子）。新人奨励賞＝山村若瑞（中島千華子）、花柳綱仁（梅野昌紀）
クラシック音楽（器楽） - 新人賞＝サクソフォンの白石尚美。新人奨励賞＝ピアノの樋上愛加
クラシック音楽（声楽） - 新人賞＝市川敏雅。新人奨励賞＝瀬尾みどり、中本椋子
洋舞 - 新人賞＝山田由佳。新人奨励賞＝片岡典子
ジャズ - 新人賞＝サクソフォンの河田健、ピアニストの河村孝彦
- 第51回（2014年）

落語 - 新人賞＝桂雀五郎。新人奨励賞＝桂佐ん吉
日本舞踊 - 新人賞＝花柳寛七郎（江場崇博）。新人奨励賞＝花柳沐香（冨士原聡子）
クラシック音楽（器楽） - 新人賞＝ピアノの波戸岡美紗。新人奨励賞＝ピアノの櫟原藍、ユーフォニアムの貝塚理江
クラシック音楽（声楽） - 新人賞＝ソプラノの日隈葉子。新人奨励賞＝ソプラノの南さゆり、ソプラノの繁祐貴子
洋舞 - 新人賞（舞踊作家）＝前沢亜衣子、新人賞（ダンサー）＝赤堀幸
ジャズ - 新人賞＝ピアニストの石川武司。新人奨励賞＝ベーシストの宗竹正浩
- 第52回（2015年）

落語 - 新人賞＝桂二乗。新人奨励賞＝笑福亭べ瓶
日本舞踊 - 新人賞＝尾上菊見恵（進智恵）。新人奨励賞＝井上麻住（八田麻住）
クラシック音楽（器楽） - 新人賞＝ピアノの吉田彩華。新人奨励賞＝クラリネットの山下真理奈、ピアノの山崎真
クラシック音楽（声楽） - 新人賞＝ソプラノの和田悠花。新人奨励賞＝バリトンの本智敬、テノールの石川太一
洋舞 - 新人賞＝大成遼。新人奨励賞＝野崎由香
ジャズ - 新人賞＝ギターの橋本裕。新人奨励賞＝アルトサックス・ボーカルの坂田雅枝
- 第53回（2016年）[3]

落語 - 新人賞＝笑福亭喬介。新人奨励賞＝桂雀太
日本舞踊 - 新人賞＝山村鶯扇翠（富田恵里香）。新人奨励賞＝藤間宏衛門（藤岡希実）
クラシック音楽（器楽） - 新人賞＝ピアノの宮崎真理子。新人奨励賞＝クラリネットのヘルバシオ・タラゴナ・ヴァリ、サクソフォンの新井貴之
クラシック音楽（声楽） - 新人賞＝ソプラノの中西恵子。新人奨励賞＝ソプラノの木佐麻友子、カウンターテノールの峯本大地
洋舞 - 新人賞（舞踊作家）＝森田玲子。新人賞（ダンサー）＝キジママナカ（来島愛佳）
ジャズ - 新人賞＝テナーサックスの河村英樹。新人奨励賞＝ピアノの生島裕文
- 第54回（2017年）

落語 - 新人賞＝露の団姫。新人奨励賞＝桂小鯛
日本舞踊 - 新人賞＝。新人奨励賞＝
クラシック音楽（器楽） - 新人賞＝。新人奨励賞＝
クラシック音楽（声楽） - 新人賞＝。新人奨励賞＝
洋舞 - 新人賞新人賞（ダンサー）＝
ジャズ - 新人賞＝トランペットの広瀬未来。新人奨励賞＝ヴォーカルの藤義孝